# 1,4-二乙烯基苯
1,4-二乙烯基苯是一种有机化合物，化学式为C10H10。它可由1,4-二(溴甲基)苯和甲醛在碳酸钾和三苯基膦的存在下反应得到。其它制法还包括1,4-二苯甲醛和三苯基亚甲基磷的反应、1,4-二碘苯和三乙烯基铟的反应、1,4-二乙炔基苯的加氢反应1,4-二乙苯的脱氢反应等。